# Лубянка (Синельниковский район)
Лубя́нка (укр. Луб'янка) — село,
Лубянский сельский совет,
Синельниковский район,
Днепропетровская область,
Украина.
Код КОАТУУ — 1224883001. Население по переписи 2001 года составляло 579 человек.
Является административным центром Лубянского сельского совета, в который, кроме того, входят сёла
Березноватка,
Калиновское,
Садовое,
Токовое,
Цыгановка и
Ясное.

## Географическое положение
Село Лубянка находится на левом берегу реки Нижняя Терса,
выше по течению на расстоянии в 5 км расположено село Новоалександровка,
ниже по течению на расстоянии в 1,5 км расположено село Катражка,
на противоположном берегу — село Цыгановка.
В 2,5 км расположен город Синельниково.

## История
- Село Лубянка основана в середине XIX века крепостными крестьянами — переселенцами из села Лубянки Курской губернии.

## Экономика
- ФХ «Рой».

## Объекты социальной сферы
- Школа.
- Фельдшерско-акушерский пункт.
- Дом культуры.

## Достопримечательности
- Братская могила советских воинов.

## Известные люди
- Никоненко Яков Тихонович (1911—1973) — Герой Советского Союза, родился в селе Лубянка.